# Mario Vilella Martínez
Mario Vilella Martínez (ur. 3 lipca 1995 w Elche) – hiszpański tenisista.

## Kariera tenisowa
W karierze wygrał dwa singlowe oraz jeden deblowy turniej rangi ATP Challenger Tour.
W 2020 podczas Australian Open zadebiutował w turnieju głównym imprezy wielkoszlemowej. Po wygraniu trzech meczów w kwalifikacjach odpadł w pierwszej rundzie z Karenem Chaczanowem.
Najwyżej sklasyfikowany w rankingu gry pojedynczej był na 158. miejscu (19 lipca 2021), a w klasyfikacji gry podwójnej na 286. pozycji (23 listopada 2020).

### Zwycięstwa w turniejach ATP Challenger Tour

#### Gra pojedyncza
| Końcowy wynik | Nr | Data          | Turniej | Nawierzchnia | Przeciwnik      | Wynik finału     |
| ------------- | -- | ------------- | ------- | ------------ | --------------- | ---------------- |
| Zwycięzca     | 1. | 28 lipca 2019 | Praga   | Ceglana      | Tseng Chun-hsin | 6:4, 6:2         |
| Zwycięzca     | 2. | 18 lipca 2021 | Todi    | Ceglana      | Federico Gaio   | 7:6(3), 1:6, 6:3 |

#### Gra podwójna
| Końcowy wynik | Nr | Data             | Turniej | Nawierzchnia | Partner           | Przeciwnicy                     | Wynik finału       |
| ------------- | -- | ---------------- | ------- | ------------ | ----------------- | ------------------------------- | ------------------ |
| Zwycięzca     | 1. | 12 stycznia 2020 | Numea   | Twarda       | Andrea Pellegrino | Luca Margaroli Andrea Vavassori | 7:6(1), 3:6, 12–10 |